# 全然大丈夫
『全然大丈夫』（ぜんぜんだいじょうぶ、英語: Fine, Totally Fine）は、2008年公開の日本映画。
比較的社会適応力の弱い様々な人たちを、暖かいまなざしでコミカルに描く群像劇。コメディ。

## あらすじ
古本屋を営む父と二人暮らしで、29歳になる遠山照男（荒川良々）は造園業の非正規社員として働いている。休日には同級生でサラリーマンをしている小森久信（岡田義徳）と、人を怖がらせる仕掛けを作り、人を驚かせて楽しんでいるが、小森は29歳になって少しあせりを感じている。ある時、照男の父親（蟹江敬三）がうつ病になり寝込んでしまい、照男は父の代わりに古本屋の店番をやることになる。それから、しばらく寝込んでいた父親は病気回復のため、放浪の旅に出ていった。
木下あかり（木村佳乃）は川原に住むホームレスの女性アーティスト（白石加代子）に興味を持ち、観察して絵にすることを趣味にしている不思議な女性である。ある日、小森の勤める、医療現場の清掃を受け持つ会社に就職の面接に彼女がやって来て、上司に頼まれて面接を受け持った小森は採用する。
あかりは驚くほど手先が不器用で仕事を覚えるのに苦労する。ある時、荷物用のエレベーターのスイッチを押すように頼まれるが、焦って指の骨を折ってしまう。その上、手術室の床の清掃中に血のりの上で滑ってしまい、医療器械を倒してしまう。そのため上司と相談の上で退職することになってしまう。あかりに対し恋心を寄せていた小森は彼女のことが気がかりで彼女のアパートを訪ねる。そして、照男の古本屋の店番の仕事を彼女に紹介することになる。
照男は店番を手伝うことになったあかりを気に入ってしまい、恋心を抱くようになるが、同時に小森も彼女に対し想いを募らせてゆく。あかりの方は照男の姉智子（伊勢志摩）の指導もあって、順調に古本屋の仕事を覚えてゆく。
いっぽう、旅に出て行った照男の父、英太郎には若い恋人（鳥居みゆき）ができ、旅先でウクレレを弾きながら彼女に自作の歌をうたう姿が旅番組で放映される。父英太郎は順調に病気から回復しているようだった。
ある日のこと、古本屋に立ち寄った骨董修復職人の湯原（田中直樹）は、店に飾ってあったあかりの絵が気に入って、売ってほしいとあかりに頼むが、彼女は売り物ではないので、と断ってしまう。その後、湯原のことばが気になったあかりは、ふらりと立ち寄った金物屋の栗田（きたろう）に店番を頼み、絵を持って湯原の後を追いかけ絵を湯原に差し出す。このことがきっかけとなり、あかりと湯原は付き合うようになる。
あかりは、奈良に行き仏像の修復技術を学ぶことにしていた湯原と一緒に奈良に移り住むことになる。照男と久信は休日に奈良に行き、あかりと湯原を訪ね、奈良の町で楽しいひと時を過ごす。

## キャスト
- 遠山照男：荒川良々
- 木下あかり：木村佳乃
- 小森久信：岡田義徳
- 骨董修復職人・湯原：田中直樹
- 照男の父・英太郎：蟹江敬三
- 近所の金物屋・栗田：きたろう
- 照男の姉・智子：伊勢志摩
- 旅番組レポーター・ヤマトタカル：村杉蝉之介
- 「デラックリン」社員・梅沢：江口のりこ
- 照男の叔父・浩太郎：小倉一郎
- 清掃員・豊原：根岸季衣
- ホームレス・ながやん：大久保鷹
- ホームレスのアーティスト・ヌーさん：白石加代子
- 英太郎の恋人：鳥居みゆき
- 田口主将、鈴木卓爾、長野克弘、吉川正洋、松元夢子、飯田孝男、有川マコト、田辺愛美、本間剛、松原湖春、山岸拓生、安藤玉恵、石川ユリコ、新井友香、大東俊介、緒方美穂、星由美子、武藤愛莉、たくませいこ、米原幸佑、川辺康、春日亀千尋、沼尾義彦、長谷川恵美、谷口一、山神憲一郎、本間有楚、星野昇子

## スタッフ
- 監督・脚本：藤田容介
- エグゼクティブプロデューサー：二宮清隆、甲斐真樹、尾越浩文、西垣慎一郎
- プロデューサー：新井直子、小越浩造
- 撮影：池内義浩
- 照明：船橋正生
- 録音：岩丸恒
- 美術：林千奈
- 編集：堀善介
- スタイリスト：三橋友子
- ヘアメイク：小出みさ
- 特殊メイク：原口智生
- フィギュア制作：寒河江弘
- あかりの絵：悠久斎
- 音楽：エコモマイ
- 「コメ」 - 作詞：藤田容介 作曲：朝日太一

## サウンド・トラック
| #   | タイトル                                      | 作詞・作曲         | 演奏・歌             |
| --- | --------------------------------------------- | ------------------ | -------------------- |
| 1.  | 「Daydream ～Rain version～」                 | 根岸和寿           | エコモマイ           |
| 2.  | 「陽だまりの午後」                            | 鈴木祐輔           | エコモマイ           |
| 3.  | 「Daydream ～No Melody Ukulele version～」    | 根岸和寿           | エコモマイ           |
| 4.  | 「I Love You So」                             | 浦本和宏           | エコモマイ           |
| 5.  | 「まどろみのミシェル」                        | 根岸和寿           | エコモマイ           |
| 6.  | 「Daydream ～Vibraphone version～」           | 根岸和寿           | エコモマイ           |
| 7.  | 「まどろみのミシェル ～vibraphone version～」 | 根岸和寿           | エコモマイ           |
| 8.  | 「コメ」                                      | 藤田容介／朝日太一 | エコモマイ／蟹江敬三 |
| 9.  | 「Daydream」                                  | 根岸和寿           | エコモマイ           |
| 10. | 「雨」                                        |                    |                      |

## 出品・受賞歴
- New York Asian Film Festival（英語版） 2008 観客賞 2008/6/20-7/6
- ニッポン・コネクション映画祭 2008 ニッポン・シネマ賞 2008/4/2-6[4]
- ウーディネ極東映画祭 2008 観客賞3位、Black Dragon Audience Award2位 08/4/18-26
- JAPAN CUTS 2008 1st RUNNER UP 2008/7/2-13
- Raindance Film Festival 2008 出品 2008/10/1-12
- Taipei Film Festival 2008 出品 2008/6/20-7/6
- Hong Kong International Film Festival 2008 出品
- Fantasia Film Festival 2009 出品 2009/7/9-29